# Klanonožci
Klanonožci (Copepoda) je skupina korýšů řazená obvykle jako podtřída do třídy Maxillopoda. 

## Popis
Jsou to obvykle rozměrově menší (1–2 mm) vodní organizmy, tvořící často významnou součást planktonu ve slaných i sladkých vodách. Mají dlouhé antenuly a anteny, hlavu často srůstající s přilehlými hrudními články, naupliové očko, po stranách těla samiček se nalézají vaječné váčky.
Jsou to filtrátoři, dravci nebo i parazité. Ke klanonožcům patří vznášivky (Gymnoplea), buchanky (Cyclopoida), plazivky (Harpacticoida) a další drobní korýši. V Česku je známo asi 220 druhů.
Klanonožci dokážou extrémně zrychlit svůj pohyb. Za nepostřehnutelný čas dokážou dosáhnout rychlosti až tísinásobku délky svého těla za sekundu.

## Nadřády a řády
Klanonožci zahrnují dva nadřády a devět řádů:
- Gymnoplea Giesbrecht, 1882
  - Calanoida Sars G. O., 1903 – vznášivky

- Podoplea Giesbrecht, 1882
  - Cyclopoida Burmeister, 1834 – buchanky
  - Gelyelloida Huys, 1988
  - Harpacticoida Sars, 1903 – plazivky
  - Misophrioida Gurney, 1933
  - Monstrilloida Sars, 1901
  - Mormonilloida Boxshall, 1979
  - Poecilostomatoida Thorell, 1859
  - Siphonostomatoida Burmeister, 1835